# Anisodes parciscripta
Anisodes parciscripta är en fjärilsart som beskrevs av W. Warren 1907. Anisodes parciscripta ingår i släktet Anisodes och familjen mätare. Inga underarter finns listade i Catalogue of Life.